# آنا د. شابيرو
آنا د. شابيرو (بالإنجليزية: Anna D. Shapiro)‏ هي مخرجة أمريكية، ولدت في 1967 في إيفانستون في الولايات المتحدة.

## وصلات خارجية
- آنا د. شابيرو على موقع IMDb (الإنجليزية)
- آنا د. شابيرو على موقع قاعدة بيانات برودواي على الإنترنت (الإنجليزية)